# Призыв к уничтожению Израиля
Призыв к уничтожению Израиля — риторика антисионистов и антисемитов, направленная против Государства Израиль и имеющая целью его уничтожение.
Во многих явных и иносказательных выражениях, заявлениях и риторике государств, организаций и частных лиц, принадлежащих к арабскому миру, исламскому миру, палестинским и крайне левым политическим течениям, присутствует призыв к уничтожению Государства Израиль. Этот призыв часто сопровождается резкими выражениями и побуждением к геноциду евреев. Часто входит в официальные заявления, хартии, резолюции, образовательные программы и публичный дискурс. Общей чертой таких призывов является отрицание легитимности существования Израиля как еврейского государства.
Отрицание права еврейского народа на самоопределение относится к проявлениям современного антисемитизма.

## История
Первая попытка уничтожения Израиля армиями арабских стран совместно с палестинскими националистами была предпринята в 1948 году во время Войны за независимость Израиля. Помимо палестинских формирований, в ней участвовали армии Египта, Сирии, Трансиордании, Ливана, Ирака, Саудовской Аравии, Йемена и Судана, в том числе английские военные специалисты (особенно в Арабском легионе).
В период Холодной войны, с середины 1950-х годов, антиизраильские войны арабских стран и палестинский терроризм активно поддерживались СССР, где сформировалась теория сионистского империалистического заговора. Численность советских военных в Сирии и в Египте доходила до десятков тысяч.
В 1964 году Лига арабских государств (ЛАГ) создала Организацию освобождения Палестины (ООП), чьей целью, согласно Палестинской хартии (1968), было уничтожение Израиля; как выразился глава ООП Ясир Арафат, «мир для нас означает уничтожение Израиля». В 1967 г. ЛАГ выразила в Хартумской резолюции основные принципы своей политики в отношении Израиля: «нет миру с Израилем, нет признанию Израиля, нет переговорам с ним, и настаивание на правах палестинского народа».
После соглашений в Осло (1993—1995) ООП и ФАТХ возглавили вновь созданную Палестинскую администрацию, формально признав Израиль, но часто делая противоречащие этому заявления. Ясир Арафат заявлял в 1996 г.: «мы уничтожим Израиль и установим полностью арабское государство». Его преемник Махмуд Аббас продолжил ту же линию, то признавая «два государства», то называя Израиль «колониальным проектом, не имеющим ничего общего с евреями»; он не убрал из устава ФАТХ положения об уничтожении Израиля и вооружённой борьбе с ним.

## Современность

### На государственном уровне

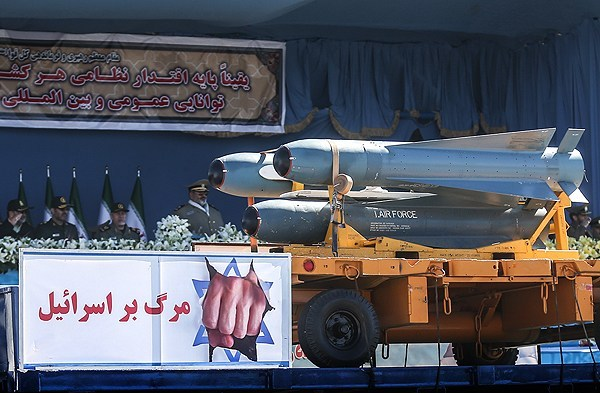
Плакат со словами «Смерть Израилю» на персидском языке. Парад в честь Дня Армии Ирана, Тегеран, 2016 год

Призывы к уничтожению Израиля, антисионизм и антисемитизм остаются популярными в арабских странах и исламском мире в целом. На конец 2023 г. лишь 6 из 21 всемирно признанных стран Лиги арабских государств установили дипломатические отношения с Израилем; при этом две соседние Израилю арабские страны, Сирия и Ливан, по-прежнему находятся в состоянии войны с ним.
Исламская республика Иран официально поставила своей целью уничтожение Израиля и финансирует террористические организации, разделяющие эту цель. В Иране на политических мероприятиях широко используется лозунг «Смерть Израилю». Высший руководитель Ирана Али Хаменеи заявил в 2015 году, после подписания соглашения по иранской ядерной программе: «Израиля не будет существовать через 25 лет». На Палестинской площади в Тегеране были установлены соответствующие часы обратного отсчёта времени.
В 2023 г. президент Турции Эрдоган поддержал ХАМАС, стремящийся к уничтожению Израиля, назвав последний «группировкой, а не государством» и добавив, что «Израиль — всего лишь пешка в регионе, которую принесут в жертву, когда наступит подходящий день».

### Вооружённые группировки
Уничтожение Израиля является заявленной целью группировки ХАМАС, правящей в сектора Газа, а также группировки Палестинский исламский джихад, занимающей второе место по влиянию в секторе, и ливанской пропалестинской группировки Хезболла. Лидер террористической группировки Аль-Каида Усама бен Ладен заявлял, что «создание Израиля является преступлением, которое нужно стереть», и что религия обязывает мусульман сражаться с евреями в Израиле и по всему миру. Аналогичные призывы делала террористическая группировка Исламское государство (ИГ). Группировка хуситов, захватившая власть в большей части Йемена, также призывает к уничтожению Израиля.

### Палестинское общество
Часто отмечается тесная связь идентичности палестинцев Западного берега Иордана и сектора Газа с вооружённой этно-религиозной борьбой против Израиля и евреев. Данная идеологическая установка закреплена в системе образования Палестинской автономии и агентства БАПОР, вовлекающей палестинских детей в вооружённую борьбу, включая теракты-самоподрывы. Палестинские власти одобряют террористов, а также финансируют террористов и их семьи. Палестинская сторона и её сторонники предпочитают называть их шахидами, моджахедами, революционерами, партизанами, «бойцами палестинского сопротивления».
Согласно данным опросов среди палестинцев, в 2021—2022 годах ХАМАС, не признающий Израиль и стремящийся его уничтожить, был самой популярной партией как в секторе Газа, так и на Западном берегу Иордана. Согласно опросу, проведённому в том же регионе с 31 октября по 7 ноября 2023 года Бирзейтским университетом, 68 % палестинцев выступили за ликвидацию Израиля; при этом их наибольшую поддержку (84 %) получил Палестинский исламский джихад, ещё более радикальный, чем ХАМАС.

### Пропалестинские организации
Активисты антисионистского толка и пропалестинские группы часто заявляют, что еврейского государства существовать не должно, рассматривая палестино-израильский конфликт как частный случай колониализма и отрицая право еврейского народа на самоопределение. Так, движение BDS, заявляющее, что представляет интересы всех палестинцев в мире, призывает к бойкоту Израиля, выводу инвестиций и санкциям против него. BDS отвергает любую форму нормализации отношений с Израилем; как высказался их основатель Омар Баргути: «Еврейское государство в Палестине, в любой форме, не может не противоречить основным правам коренного палестинского населения».
Призыв к уничтожению Израиля часто сопровождается лозунгом «От реки до моря, Палестина будет свободной» (пространство между Иорданом и Средиземным морем включает в себя Израиль).

## Тактики
Призыв к уничтожению Израиля может подразумевать применение различных тактик, от военных действий и терактов до дипломатического давления, международно-правовых и экономических санкций, использования «живого щита» и методов информационной войны.